# جان آستین
جان آستین (فیلسوف حقوق) (به انگلیسی: John Austin) (متولد: ۳ مارس ۱۷۹۰ – ۱ دسامبر ۱۸۵۹) یکی از حقوق دانان و متفکرین انگلیسی تبار قرن نوزدهم میلادی است. او با رویکرد پوزیتیویستی که به قانون داشت از سوی اکثر متخصصان به عنوان خالق مکتب حقوق تحلیلی شناخته شده‌است.

## زندگی‌نامه
آستین در ۳ مارس ۱۷۹۰، در یک خانواده تاجرپیشه در سافاک (شهری در شرق انگلستان) متولد شد. وی در آغاز، قبل از اینکه به مبحث حقوق بپردازد، به عنوان یک درجه دار ارتش بریتانیا در «سیسیل» (ایتالیا) و مالت خدمت می‌کرد. آستین، پس از مدتی با واگذاری مقام خود از ارتش کناره گرفت و به تحصیل در رشته حقوق پرداخت. او در سال ۱۸۱۸، فعالیت خود را در قوه قضاییه آغاز کرد.
آستین در سال ۱۸۲۰، با خانم سارا تیلور ازدواج کرد و پس مدت کوتاهی از حرفه وکالت کناره گرفت تا مجدداً به تحصیل در رشته قانون به عنوان یک علم بپردازد. او پس اتمام تحصیلات عالیه، از سال ۱۸۲۶ تا ۱۸۳۲، به عنوان پروفسور رویه قضایی در دانشگاه لندن (کالج دانشگاهی لندن) مشغول به کار شد.
آستین در سال ۱۸۳۲ مقالاتی را که حاصل مطالعات دوران تدریس او در دانشگاه بودند با عنوان «محدوده قاطع قانون» منتشر ساخت و سپس آخرین سخنرانی خود را در سال ۱۸۳۳ ارائه داد. از آن پس، آستین از تدریس کناره گرفت و به عنوان یکی از اعضای کمیسیون حقوق کیفری به فعالیت پرداخت. جان آستین تنها پس مرگ، به واسطه جاپ کتاب «فلسفه تحلیلی حقوق» به شهرت رسید. او در این کتاب نظریه‌ای جدید را ارائه می‌دهد که در آن فلسفه حقوقی را از اثبات گرایی حقوقی تفکیک می‌کند.

## نظریه حقوقی وپوزیتیویسم حقوقی
آثار و نوشته‌های آستین، به مانند «محدوده قاطع قانون» که اولین بار در سال ۱۸۳۲ به چاپ رسید، تأثیر عمیقی بر مکتب رویه قضایی در انگلستان گذاشت.
با استناد به نظریات غالب محققین می‌توان گفت که نظریه حقوقی جان آستین دارای چندین ویژگی است:
آستین اولین محققی است که به شکل تحلیلی به نظریه حقوق پرداخت. پیش از آستین، سایر رویکردهایی حقوقی بیشتر دارای زمینه‌های تاریخی و اجتماعی بودند یا مباحثی بودند که در حوزه اخلاق و سیاست انجام می‌شدند. حقوق‌شناسی تحلیلی بر مفاهیم بنیادی همچون «حقوق»، «حق (قانونی)»، «وظیفه (قانونی)» و «اعتبار قانونی» تأکید دارد.
دومین دلیل اهمیت آستین این بود که او با تفکر اکثر حقوق دانان معاصر خود، که مبحث حقوق را برگرفته از حکمتی کهن می‌دانستند، به مخالفت برخاست.
سومین دلیلی که بر اهمیت آستین وجود دارد این است که او در حقوق‌شناسی تحلیلی نخستین شخصی بود که به شکلی نظام‌مند به «پوزیتیویسم حقوقی» پرداخت. اکثر کسانی که قبل از آستین به حقوق‌شناسی توجه داشتند چنین می‌اندیشیدند که حقوق‌شناسی تنها یک شاخه از نظریه اخلاقی یا نظریه سپاسی است. اینکه دولت چگونه باید حکومت کند؟ دولت مشروعیت خود را از کجا به دست می‌آورد؟ یا اینکه تحت چه شرایطی شهروندان مجبورند از قانون تبعیت کنند؟ اما آستین و پوزیتیویسم حقوقی رویکردی کاملاً متفاوت به حقوق داشتند.